# Andrew Blades

a Compétitions nationales et continentales officielles uniquement.

b Matchs officiels uniquement.
Andrew Thomas Blades, né le 4 juin 1967 à Sydney, est un joueur de rugby à XV australien qui joue au poste de pilier avec la sélection australienne de 1996 à 1999, obtenant 32 sélections. Avec les Wallabies, il remporte la coupe du monde en 1999. Il devient par la suite entraîneur, avec les Brumbies puis les Newcastle Falcons, avant d'intégrer l'encadrement de la sélection australienne.

## Biographie
Il a effectué son premier test match en novembre 1996 contre l'équipe d'Écosse, et son dernier test match en novembre 1999 contre l'équipe de France (victoire en finale de la coupe du monde).

## Palmarès
- Vainqueur de la coupe du monde 1999
- Nombre de matchs avec l'Australie : 32

dont : 3 en 1996, 9 en 1997, 12 en 1998, 8 en 1999, 